# Alba Mayol Curci
Alba Mayol Curci (Barcelona, 1979) és una artista catalano-italiana.
Va estudiar a la Universitat de Barcelona, on es va llicenciar en estudis anglesos. Posteriorment, va complementar els seus estudis amb un màster en Teoria i Estètica de l'Art Contemporani a la Universitat Autònoma de Barcelona i un postgrau en Cultura Visual a la Universitat de Barcelona. Més endavant va estudiar fotografia a Londres, al Central Saint Martins College. Com a artista, treballa amb text, dibuix i fotografia, parant un interès especial en pràctiques marginals, contraposat als conceptes canònics.
Ha col·laborat o exposat en espais com Bòlit Centre d'Art Contemporani,Can Felipa Arts Visuals, Arts Santa Mònica, el Museu Abelló, el Casal Solleric, la Sala Muncunill de Terrassa, la Fundació Vilacasas o la Fabra i Coats, entre d'altres. Un dels seus projectes destacats és la Cooperativa General Humana, on analitza el teatre com a gènere burgès. Ha sigut resident de llarga durada a Hangar i col·labora amb el magazine A*Desk.